# لويس أوبراين
لويس أوبراين هو سياسي كندي، ولد في 28 نوفمبر 1868، وتوفي في 14 يونيو 1955. انتخب عضو الجمعية التشريعية ألبرتا.